# Goraszowice
Goraszowice (deutsch Graschwitz, 1936–1945 Schöning) ist ein Dorf der Stadt- und Landgemeinde Otmuchów im Powiat Nyski in der Woiwodschaft Opole in Polen.

## Geographie

### Geographische Lage
Das Straßendorf Goraszowice liegt im Südwesten der historischen Region Oberschlesien. Der Ort liegt etwa neun Kilometer nordöstlich des Gemeindesitzes Otmuchów, etwa 12 Kilometer nordwestlich der Kreisstadt Nysa und etwa 68 Kilometer südwestlich der Woiwodschaftshauptstadt Opole.
Goraszowice liegt in der Nizina Śląska (Schlesische Tiefebene) innerhalb der Równina Grodkowska (Grottkauer Ebene).

### Nachbarorte
Nachbarorte von Goraszowice sind im Westen Rysiowice (Reisewitz), im Südosten Nowaki (Nowag), im Südosten Radzikowice (Stephansdorf) sowie im Südwesten Grądy (Perschkenstein).

## Geschichte

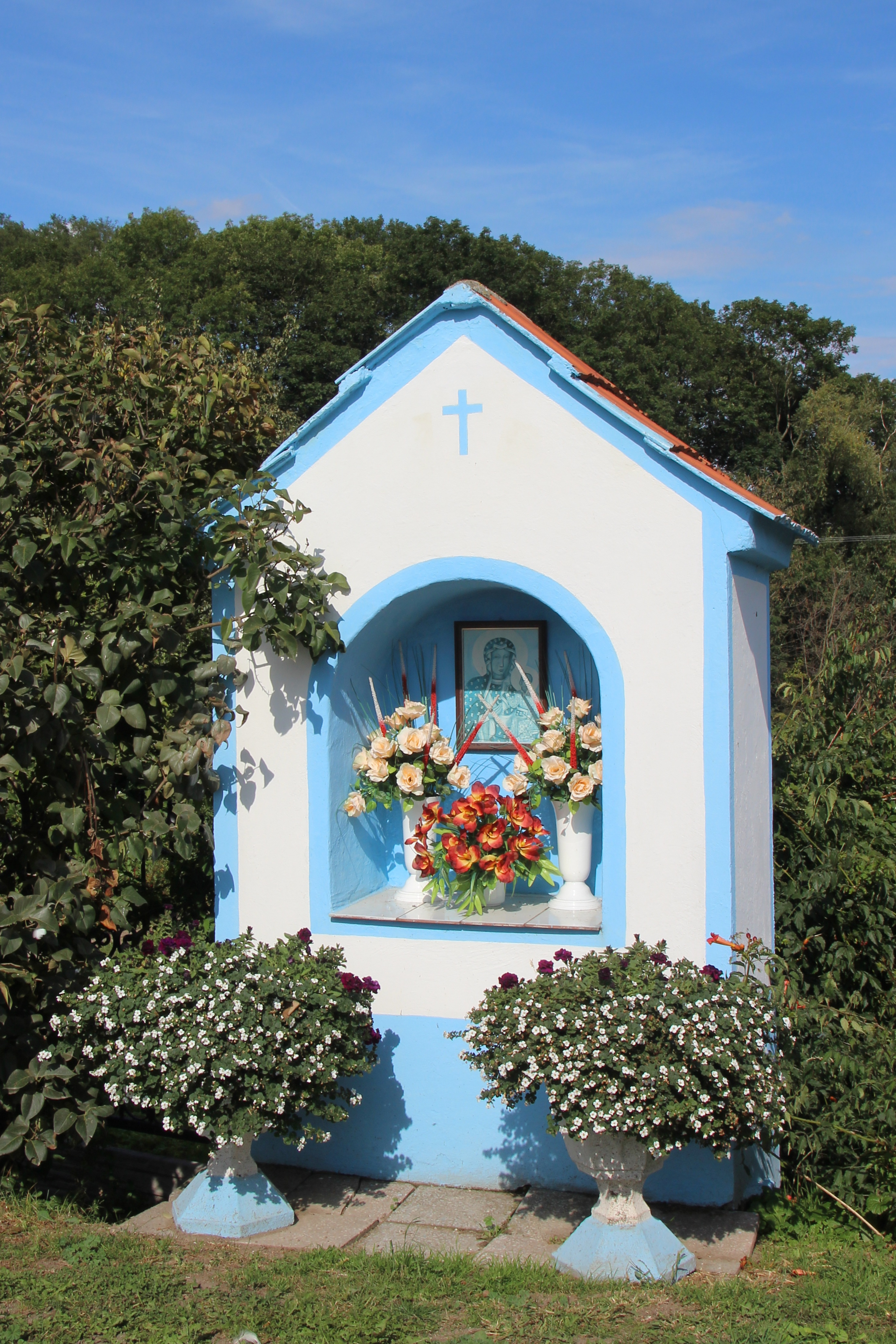
Steinerne Wegekapelle

In dem Werk Liber fundationis episcopatus Vratislaviensis aus den Jahren 1295–1305 wird der Ort erstmals als Gorsacovicz erwähnt. Für das Jahr 1334 ist die Ortsbezeichnung Goraschociz sowie 1368 Goraczjowicz und 1379 Gorsanowicz überliefert.
Nach dem Ersten Schlesischen Krieg 1742 fiel Graschwitz mit dem größten Teil Schlesiens an Preußen.
Nach der Neuorganisation der Provinz Schlesien gehörte die Landgemeinde Graschwitz ab 1816 zum Landkreis Grottkau im Regierungsbezirk Oppeln. 1845 bestanden im Dorf ein Wirtshaus sowie 20 weitere Häuser. Im gleichen Jahr lebten in Graschwitz 140 Menschen, allesamt katholisch. 1855 lebten 145 Menschen in Graschwitz. 1865 bestanden im Ort zehn Bauern- und drei Häuslerstellen. Eingeschult und eingepfarrt waren die Dorfbewohner nach Groß-Carlowitz. 1874 wurde der Amtsbezirk Zedlitz gegründet, welcher aus den Landgemeinden Graschwitz, Klein Carlowitz, Ogen, Reisendorf, Reisewitz und Zedlitz und den Gutsbezirken Klein Carlowitz, Reisendorf, Reisewitz und Zedlitz bestand. 1885 zählte Graschwitz 125 Einwohner.
1933 lebten in Graschwitz 115 Menschen. Am 22. Juli 1936 wurde der Ort im Zuge einer Welle von Ortsumbenennungen der NS-Zeit in Schöning umbenannt. 1939 zählte Schöning 99 Einwohner. Bis Kriegsende 1945 gehörte der Ort zum Landkreis Grottkau.
Als Folge des Zweiten Weltkriegs fiel Johnsdorf 1945 wie der größte Teil Schlesiens unter polnische Verwaltung. Nachfolgend wurde es in Goraszowice umbenannt und der Woiwodschaft Schlesien angeschlossen. Die deutsche Bevölkerung wurde weitgehend vertrieben. 1950 wurde es der Woiwodschaft Oppeln eingegliedert. 1999 kam der Ort zum wiedergegründeten Powiat Nyski. 2006 lebten 77 Menschen im Ort.

## Sehenswürdigkeiten
- Steinerne Wegekapelle